# Traversă

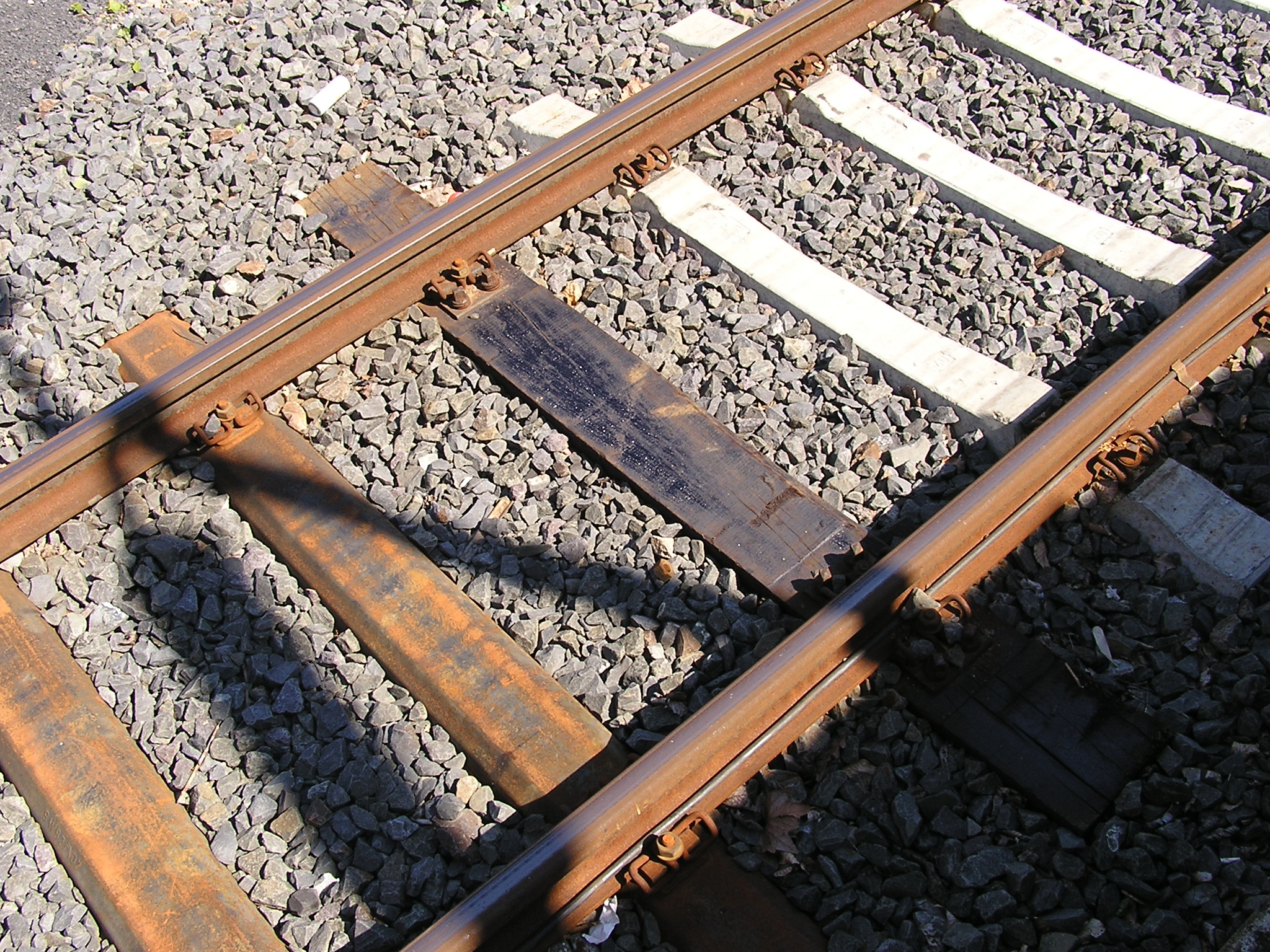
Traverse de metal, de lemn și de beton monobloc.

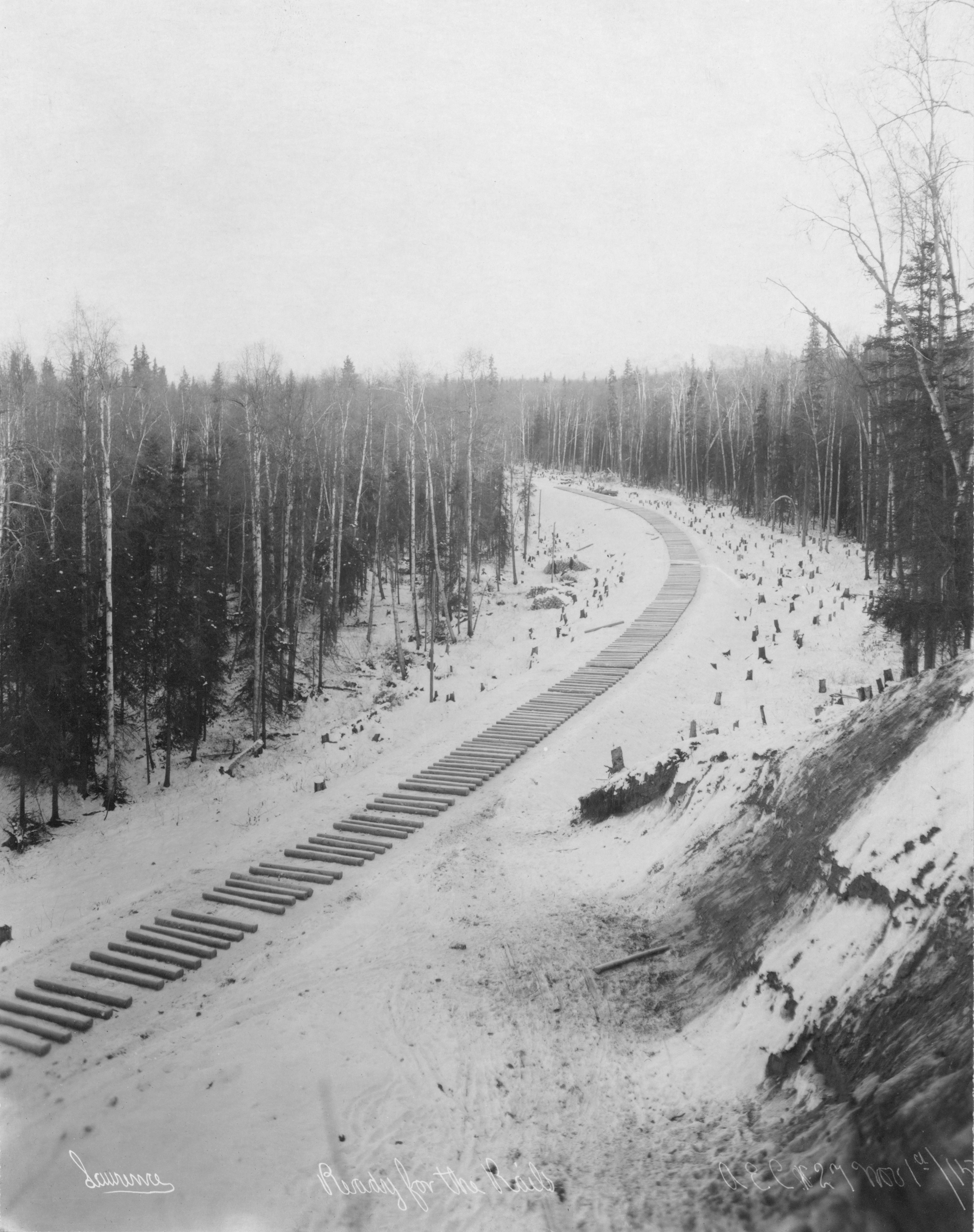
Construcția unei căi ferate în Alaska (1915).
Traversele sunt puse, urmând să se amplaseze șinele.

O traversă este o grindă de fier, de lemn sau de beton armat așezată transversal pe axa longitudinală a căii ferate, sub șine, cu scopul de a păstra ecartamentul și înclinarea celor două șine și de a transmite balastului greutatea încărcăturii vehiculelor circulând pe șine. Șinele se fixează pe traverse prin crampoane sau șuruburi.
În sens larg, traversa poate fi orice piesă de rezistență amplasată transversal sub o construcție sau sub un sistem tehnic și folosită la construirea scheletului unei clădiri, al unui pod, al unei mașini etc. 